# 寺野伸一
寺野 伸一（てらの しんいち、1979年7月10日 - ）は、日本の陸上競技選手。専門は走幅跳。身長176cm、体重65kg。
大阪狭山市立狭山中学校、清風高等学校、日本大学文理学部を卒業し、現在は奥アンツーカに所属している。三人兄弟の長男であり、父親は大阪の私立高校の英語教師。2004年アテネオリンピック出場。
- 清風高等学校、日本大学で同期の山村貴彦はシドニーオリンピックの400m代表。

## 主な成績
- 1994年　全日本中学校陸上競技選手権　優勝
- 1997年　京都インターハイ　優勝
- 1997年　アジアジュニア　4位
- 2000年　日本選手権　3位
- 2000年　全日本インカレ　優勝
- 2001年　全日本インカレ　優勝
- 2001年　日本選手権　準優勝
- 2002年　日本選手権　優勝
- 2003年　アジア選手権　3位
- 2003年　日本選手権　優勝
- 2004年　日本選手権　優勝
- 2005年　日本選手権　優勝

中学･高校･大学・そして日本選手権と国内のタイトルを全て獲得している。

## 自己記録
- 走幅跳　8m20cm　2004年（日本歴代5位）